# Brasilianische Leichtathletik-Meisterschaften 2020
Die Brasilianischen Leichtathletik-Meisterschaften 2020 wurden vom 10. bis 13. Dezember im COTP Stadium in São Paulo ausgetragen.

## Medaillengewinner

### Männer
| Disziplin         | Gold | Leistung        | Silber                                                                         | Leistung        | Bronze                                                                              | Leistung        |
| ----------------- | --- | --------------- | ------------------------------------------------------------------------------ | --------------- | ----------------------------------------------------------------------------------- | --------------- |
| 100 m             | Paulo André de Oliveira                                                                                   | 10,13 s         | Felipe Bardi dos Santos                                                        | 10,18 s         | Derick Silva                                                                        | 10,25 s         |
| 200 m             | Lucas Carvalho                                                                                            | 20,40 s PB      | Aldemir da Silva Júnior                                                        | 20,41 s SB      | Paulo André de Oliveira                                                             | 20,52 s         |
| 400 m             | Lucas Carvalho                                                                                            | 45,53 s SB      | Anderson Henriques                                                             | 45,81 s SB      | João Henrique Cabral                                                                | 46,26 s PB      |
| 800 m             | Thiago André                                                                                              | 1:46,33 min SB  | Eduardo Ribeiro                                                                | 1:46,87 min PB  | Guilherme Kurtz                                                                     | 1:47,12 min PB  |
| 1500 m            | Thiago André                                                                                              | 3:39,24 min SB  | Guilherme Kurtz                                                                | 3:46,19 min PB  | Leandro Alves                                                                       | 3:46,53 min PB  |
| 5000 m            | Altobeli da Silva                                                                                         | 14:03,18 min SB | Gilmar Lopes                                                                   | 14:13,43 min PB | Daniel do Nascimento                                                                | 14:17,07 min PB |
| 10.000 m          | Daniel do Nascimento                                                                                      | 29:13,34 min SB | Gilmar Lopes                                                                   | 29:37,28 min SB | Gilberto Silvestre Lopes                                                            | 29:59,15 min SB |
| 110 m Hürden      | Jonathas Filipe da Silva Brito                                                                            | 13,57 s SB      | Rafael Henrique Pereira                                                        | 13,64 s PB      | Eduardo de Deus                                                                     | 13,66 s SB      |
| 400 m Hürden      | Artur Terezan                                                                                             | 50,23 s SB      | Mahau Suguimati                                                                | 50,48 s SB      | Márcio Teles                                                                        | 50,55 s SB      |
| 3000 m Hindernis  | Altobeli da Silva                                                                                         | 8:34,32 min     | Israel Mecabo                                                                  | 8:55,03 min SB  | Jean Machado                                                                        | 8:56,82 min SB  |
| 4 × 100 m Staffel | Esporte Clube Pinheiros Hederson Estefani Aldemir da Silva Júnior Derick Silva Paulo André de Oliveira    | 39,49 s         | SESI - SP Rafael de Andrade Lucas Vilar Erik Cardoso Felipe Bardi dos Santos   | 40,05 s         | UCA Fábio de Oliveira Jonatan Chaves Lucas Dalsenter Willian da Silva               | 40,21 s         |
| 4 × 400 m Staffel | Esporte Clube Pinheiros Hederson Estefani Eduardo Ribeiro Paulo André de Oliveira Aldemir da Silva Júnior | 3:08,15 min     | AABLU Bruno Rihan Pedro Luiz de Oliveira Eduardo Malczewski Anderson Henriques | 3:08,22 min     | Orcampi Unimed Alexander Russo Wagner Cardoso Jordan de Souza Vitor Hugo de Miranda | 40,21 s         |
| Hochsprung        | Thiago Moura                                                                                              | 2,27 m =SB      | Fernando Ferreira                                                              | 2,24 m          | Elton dos Santos                                                                    | 2,17 m =PB      |
| Stabhochsprung    | Abel Curtinove                                                                                            | 5,30 m SB       | Augusto Dutra                                                                  | 5,20 m SB       | Lucca Torres                                                                        | 4,95 m          |
| Weitsprung        | Alexsandro Melo                                                                                           | 8,16 m SB       | Samory Fraga                                                                   | 7,93 m PB       | Danylo Martins                                                                      | 7,67 m          |
| Dreisprung        | Alexsandro Melo                                                                                           | 16,48 m SB      | Mateus de Sá                                                                   | 16,44 m SB      | Jean-Cassimiro Rosa                                                                 | 16,16 m SB      |
| Kugelstoßen       | Darlan Romani                                                                                             | 21,11 m         | Welington Morais                                                               | 19,43 m SB      | William Braido                                                                      | 19,23 m         |
| Diskuswurf        | Douglas Júnior                                                                                            | 58,19 m         | Wellinton da Cruz Filho                                                        | 56,70 m SB      | Anderson Ferreira                                                                   | 51,91 m PB      |
| Hammerwurf        | Allan Wolski                                                                                              | 66,01 m         | Luís da Silva                                                                  | 64,58 m         | Ralf Oliveira                                                                       | 63,39 m         |
| Speerwurf         | Luiz Mauricio da Silva                                                                                    | 76,10 m PB      | Mauricio Filgueiras                                                            | 72,18 m SB      | Pedro Henrique Rodrigues                                                            | 70,52 m         |
| Zehnkampf         | Felipe dos Santos                                                                                         | 8364 Punkte PB  | José Santana                                                                   | 7753 Punkte SB  | Jordan Santos de Souza                                                              | 7545 Punkte PB  |

### Frauen
| Disziplin         | Gold                                                                                           | Leistung        | Silber                                                                          | Leistung        | Bronze                                                                        | Leistung        |
| ----------------- | ---------------------------------------------------------------------------------------------- | --------------- | ------------------------------------------------------------------------------- | --------------- | ----------------------------------------------------------------------------- | --------------- |
| 100 m             | Vitória Cristina Rosa                                                                          | 11,41 s         | Ana Azevedo                                                                     | 11,41 s         | Rosângela Santos                                                              | 11,46 s SB      |
| 200 m             | Ana Azevedo                                                                                    | 23,01 s PB      | Vitória Cristina Rosa                                                           | 23,06 s SB      | Gabriela Mourão                                                               | 23,73 s         |
| 400 m             | Tiffani Marinho                                                                                | 52,95 s         | Tábata de Carvalho                                                              | 53,41 s         | Maria de Sena                                                                 | 53,47 s SB      |
| 800 m             | Mayara dos Santos                                                                              | 2:07,29 min SB  | Liliane dos Santos Mariano                                                      | 2:07,63 min SB  | Jaqueline Weber                                                               | 2:08,08 min SB  |
| 1500 m            | Tatiane da Silva                                                                               | 4:22,83 min SB  | Jenifer do Nascimento Silva                                                     | 4:24,81 min SB  | Antônia Barros                                                                | 4:27,60 min PB  |
| 5000 m            | Jenifer do Nascimento Silva                                                                    | 16:41,26 min SB | Tatiane da Silva                                                                | 16:33,77 min SB | Simone Ferraz                                                                 | 16:41,61 min SB |
| 10.000 m          | Jenifer do Nascimento Silva                                                                    | 34:20,64 min SB | Joziane Cardoso                                                                 | 35:52,95 min SB | Graziele Zarri                                                                | 36:05,64 min PB |
| 100 m Hürden      | Ketiley Batista                                                                                | 13,21 s PB      | Micaela de Mello                                                                | 13,34 s SB      | Adelly Santos                                                                 | 13,47 s         |
| 400 m Hürden      | Bianca Amaro dos Santos                                                                        | 57,44 s         | Chayenne da Silva                                                               | 58,04 s SB      | Wanessa Zavolski                                                              | 58,36 s         |
| 3000 m Hindernis  | Tatiane da Silva                                                                               | 09:59,72 min SB | Simone Ferraz                                                                   | 10:21,43 min SB | Mirelle Leite                                                                 | 10:45,81 min PB |
| 4 × 100 m Staffel | Esporte Clube Pinheiros Bruna Farias Rosângela Santos Franciela Krasucki Vitória Cristina Rosa | 44,28 s         | Orcampi Unimed Jessica Honorato Stephanie Guimaraes Tiffani Marinho Ana Azevedo | 46,38 s         | UCA Gilailce de Assis Lara da Silva Caroline Tomaz Micaela de Mello           | 46,46 s         |
| 4 × 400 m Staffel | Esporte Clube Pinheiros Daysiellen Dias Mayara dos Santos Liliane Fernandes Joelma Sousa       | 3:38,10 min     | Orcampi Unimed Ana Luísa Soares Tiffani Marinho Letícia da Silva Marlene Santos | 3:40,84         | UCA Caroline Tomaz Gisele Aparecida da Silva Micaela de Mello Cristiane Silva | 3:47,26         |
| Hochsprung        | Sarah Freitas                                                                                  | 1,78 m =PB      | Arielly Monteiro                                                                | 1,78 m SB       | Valdiléia Martins                                                             | 1,75 m          |
| Stabhochsprung    | Juliana Campos                                                                                 | 4,20 m          | Isabel de Quadros                                                               | 4,00 m SB       | Sabrina Santos                                                                | 3,80 m SB       |
| Weitsprung        | Eliane Martins                                                                                 | 6,42 m          | Keila Costa                                                                     | 6,39 m SB       | Letícia Melo                                                                  | 6,39 m PB       |
| Dreisprung        | Gabriele Sousa dos Santos                                                                      | 14,17 m PB      | Keila Costa                                                                     | 13,83 m         | Ketllyn Zanette                                                               | 13,31 m PB      |
| Kugelstoßen       | Geisa Arcanjo                                                                                  | 17,22 m         | Lívia Avancini                                                                  | 16,94 m SB      | Milena Sens                                                                   | 16,52 m PB      |
| Diskuswurf        | Fernanda Martins                                                                               | 61,83 m         | Andressa de Morais                                                              | 58,03 m         | Izabela da Silva                                                              | 56,14 m         |
| Hammerwurf        | Mariana Marcelino                                                                              | 63,73 m SB      | Mveh Gracielle                                                                  | 59,83 m PB      | Kerolayne da Silva                                                            | 54,62 m PB      |
| Speerwurf         | Laila Ferrer de Silva                                                                          | 61,87 m SB      | Jucilene de Lima                                                                | 58,78 m         | Rafaela Torres Gonçalves                                                      | 54,45 m         |
| Siebenkampf       | Raiane Vasconcelos                                                                             | 5759 Punkte PB  | Vanessa Spínola                                                                 | 5472 Punkte SB  | Jenifer Norberto                                                              | 5409 Punkte PB  |